# Самсон Абрамски
Самсон Абрамски (рођен 12. марта 1953.) је информатичар са професуром Кристифора Странчеја на институту информатике Универзитета у Оксфорду. Допринео је областима теорије домена, ламбда рачунa, анализи строгости функција, теорија паралелности, категорије интеракција, геометрије интеракције, семантика игара и квантних рачунара.

## Образовање
Абрамски је образован у Хасмонејској гимназији за дечаке у Хендону, на Краљевском факултету у Кембриџу (дипломирао је као информатичар 1975. године, 1979. завршава магистар филозофије) и у Лондонском универзитету краљице Марије (докторат информатике 1988. са ментором Ричарда Борната).

## Каријера и истраживања
Године 2016. Абрамски је постао сарадник Волфсон колеџа у Оксфорду и Кристифор Странчеј професор рачунарства на Одсеку рачунарске науке на Универзитету у Оксфорду. Он је такође и члан Краљевског друштва од 2004. године. Његов истраживачки рад укључује развој семантике игара, теорију домена у логичком облику и категоричку квантну механику.
Пре тога радио је на следећим положајима:
- програмер,  корпорација ГЕЦ рачунари, 1976-1978
- предавач, Одсек за рачунарске науке и статистику, Лондонски универзитет краљице Марије, 1980-1983
- предавач, 1983-1988, читач, 1988-1990, професор, 1990-1995, Одсек за рачунарство, Империјални колеџ у Лондону
- професор теорије рачунарских наука, Универзитет у Единбургу, 1996-2000

Абрамски је имао кључну улогу у развоју семантике игара и њене примене код семантике програмских језика. Остали доприноси вредни помена укључују његов рад на теорији домена у логичком облику, ламбда рачуну, анализи строгости, теорији конкурентноости, категоријама интеракције и геометрији интеракције. Недавно је радио на високим методама квантног рачунања и информација.

### Одабране публикације
Самсон Абрамски је заједно са Давом Габеијем и Т.С.Е. Мејбаумом уредник шест томова Приручника логике у рачунарској науци.
- 1992. Том 1: Позадина: Математичке структуре.
- 1992. Том 2: Позадина: Рачунарске структуре.
- 1995. Том 3: Семантичке структуре.
- 1995. Том 4: Семантичко моделовање.
- 2001. Том 5: Логичке и алгебарске методе.
- Том 6: Логичке методе у рачунарској науци.

Самсон Абрамски је објавио преко двеста публикација и његов h-индекс од октобра 2019. године је 57.
- 1986. Анализа строгости код функција вишег реда. (са Г.Л. Бурном, Ц. Ханкином). Наука о рачунарском програмирању.
- 1990.  Ламбда рачун. Теме за истраживање у функционалном програмирању.
- 1993. Рачунарска тумачења линеарне логике. У теоријској информатици 111
- 1994. Теорија домена. (са А. Јунгом). У приручнику за логику у информатици 3.
- 1996. Категорије интеракција и основе куцаног паралелног програмирања. (са С. Гајом и Р. Нагарајаном). НАТО АСИ СЕРИЈА Ф, НАУКА О КОМПЈУТЕРИМА И СИСТЕМИМА 152
- 1997. Навођење категорија интеракција. (са Д. Павловићем). Теорија категорија и информатика
- 2002. Геометрија интеракције и линеарне комбинаторне алгебре. (са Е. Хагхвердијем и П. Скотом). Математичке структуре у информатици 12 (5)
- 2003. Секвенцијалност у односу на конкурентност у играма и логици. Математичке структуре у информатици 13 (4)

Неки од новијих радова Самсона Абрамског укључују:
- 2013. Задовољење робустног ограничења и локалне скривене променљиве вредности у квантној механици. (са Г. Готлобом и П. Колеитисом). IJCAI 2013
- 2012. Логичке неједнакости звона. (са Луцијеном Хардијем).  У Физички преглед-{ Physical Review}- A. том 85. бр. АРТН 062114
- 2010. Увод у категорије и категоричку логику. (са Н. Твевелексом). У Нове структуре за физику. -{New Structures for Physics}- Спрингер.

## Награде и почасти
Абрамски је члан Краљевског друштва (2004.), члан Краљевског друштва Единбурга (2000.), и члан Европске академије (1993.). Такође је члан Уредништва Северно холандских студија логике и основа математике, и расправа о теоријској информатици Кембриџа. 
- Био је председавајући Симпозијума о логици у информатици (LiCS) (2000- 2003.), и члан је СЛИ-вог оранизационог одбора.

- Био је изабран за члана Асоцијације рачунарских машина (2014.) За допринос у доменима логичке форме, семантике игре, категоричке квантне механике и контекстуалне семантике
- Награђен је Лавлејс медаљом британског рачунарског друштва 2013.[14]
- Награђен је чланством сениорског истраживања Истраживачког савета за инжењеринг и физичке науке 2007.
- Његов рад „Домен теорије у логичкој форми” освојио је СЛИ-ву награду Тест времена за 1987. годину. Награда је представљена 2007. године
- Награђен је чланством сениорског истраживања Истраживачког савета за инжењеринг и физичке науке за темељне структуре и методе за квантну информатику 2007. године

Номинација Самсона Абрамског за Краљевско друштво гласи:
Самсон Абрамски се истиче за исконски допринос математичких темеља рачунања. Његово неприкосновено достигнуће је развој семантике игара као и теорија о рачунским процесима што излаже математичке структуре протока информација између њих. Ово је довело до моћних апликација у проучавању програмских језика, нудећи нове одлучне увиде у природу секвенцијалности, стања, контроле, и многих других рачунарских карактеристика. То сада води новом развоју рачунарских програмских анализа и верификација. Једна важна нит, која такође важи као допринос у логици, је генерализација Жирарове Геометрије интеракција, што је довело до новог жанра потпуних теорема, што карактерише „простор доказа” у логици. Пре тога, Абрамски је направио важне доприносе апстракној интерпретацији, теорије домена, ламбда (λ) рачуну и паралелности. Он наставља да осветљава широк распон тема својим креативним и оштрим увидима, радећи нешто ново, и донесећи ред и јединство постојећем раду.